# William Rea
William „Bill“ Rea (* 3. Februar 1952 in Saalfelden am Steinernen Meer) ist ein ehemaliger österreichisch-US-amerikanischer Weitspringer.
1972 verpasste er als Vierter der US-Trials knapp die Teilnahme an den Olympischen Spielen in München.
Als Sohn einer österreichischen Mutter nutzte er im Vorfeld der Olympischen Spiele 1980 seine doppelte Staatsangehörigkeit und wechselte zum österreichischen Verband, um sich so leichter qualifizieren zu können. Wegen des Olympiaboykotts der Vereinigten Staaten war er einer von wenigen US-Bürgern, die an den Spielen teilnahmen. Rea wurde im Sommer 1980 Österreichischer Meister und stellte drei österreichische Rekorde auf (zuletzt am 13. September in Rovereto mit 8,00 m), schied jedoch in Moskau in der Qualifikation aus.
Seine persönliche Bestleistung von 8,11 m erzielte er am 13. Mai 1972 in Pittsburgh.